# 加藤レイナ
加藤 レイナ（かとう れいな、1977年6月29日 - ）は、日本のAV女優。

## 略歴
2007年2月に元キャンギャルの触れ込みでデビューした熟女系のAV女優である。

## 出演作品

### アダルトビデオ
2007年
- 若妻羞恥（2月15日、テンホリックス）
- 本物なでしこデビュー 加藤レイナ（29歳） 〜しかも元キャンギャル!〜 完全版（2月16日、Nadeshiko）
- S嬢の生息痴帯（3月13日、グローリークエスト）
- セレブ妻不倫リポート VOL.3（3月14日、プレステージ）
- 夫の目の前で中出しされる若妻 完全版（3月16日、Nadeshiko）
- Nine（3月25日、しのだプロジェクト）
- 人妻屈曲水着人形 Vol.1 （4月10日、AVS）
- 優しい舌と激しい接吻（5月5日、ワープエンタテインメント）
- 乳首の弱いカノジョと僕が、互いに乳首を責めあいました。 撮り下ろし×THE 4時間 （5月15日、ワープエンタテインメント）
- なでしこ 加藤レイナ 完全版（5月18日、Nadeshiko）
- ザーメン中出し凌辱キャビンアテンダント（6月1日、ワンズファクトリー）
- 男性専用 性治療クリニック 〜ベテランナースの癒術〜（6月7日、WOMAN）
- 月刊マダム 第九号（6月15日、無敵屋）
- 筆おろし母（6月19日、MARIA）
- 義母 完全版（6月22日、Nadeshiko）
- 絶対中出し出来る痴女クリニック（7月13日、マルクス兄弟）
- 責め痴女（7月20日、レアル・ワークス）
- 美熟女遊郭 〜癒しの遊女屋〜（7月25日、ドリームステージエンタテインメント）
- 兄貴の嫁さん（8月13日、溜池ゴロー）
- 中出しキャンギャル姉妹（8月17日、日本メディアサプライ）
- AV女優の美熟女・お姉さんが素人くんとエッチなこと!（8月25日、P☆MAX）
- 先生は、俺たちの奴隷（9月13日、溜池ゴロー）
- PERFECT SLECTUION 加藤レイナ BEST （9月18日、レアル・ワークス） ※総集編
- おねえさん画報（10月13日、溜池ゴロー）
- 背後から手コキさらには乳首まで…（10月19日、BRAVO）
- ディルドで遊ぶ女優たち（11月19日、BRAVO）

2008年
- オトナのオンナの発情力 オトナのオンナのSEX力（3月6日、WOMAN）
- いい女の湿ったワレメ 快楽は我慢できない…（3月25日、FA映像出版プロダクト）
- 義母と叔母 第三章（4月15日、ネクストイレブン）
- 変態美人妻の昇天志願 ウチのカミさんイカせて犯ってください。（4月20日、ネクストイレブン）
- 手コキクリニック ファン感謝祭 ユーザーの皆様の妄想を叶えます!!（5月8日、SODクリエイト）…オムニバス作品
- もしもこんな○○があったら… パート11　メンズエステ編（5月8日、V&Rプロダクツ）
- 熟女の口はもっと嘘をつく。 熟雌女 anthology #033（5月16日、アウダースジャパン）